# Décès en 978
Décès
- 974
- 975
- 976
- 977
- 978
- 979
- 980
- 981
- 982

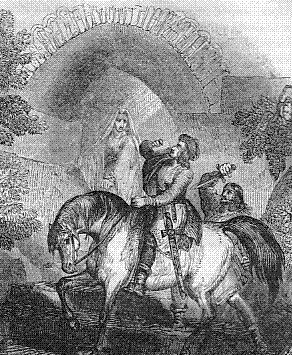
Édouard le Martyr, assassiné en 978.

Cette page dresse une liste de personnalités mortes au cours de l'année 978 :
- février/mars : Bîsutûn Zahîr ad-Dawla Abû Mansûr ben Vushmagîr, émir ziyaride du Tabaristan et du Gorgân.
- 27 février: Lambert de Chalon, comte de Chalon (956-978) et d'Autun.
- 18 mars : Édouard le Martyr, roi d'Angleterre, canonisé en 1001, assassiné à l’instigation de sa belle-mère Elfrida.

- Frédéric Ier de Lorraine, comte de Bar et duc de Haute-Lotharingie.
- Izz ad-Dawla Bakhtiyar, deuxième émir bouyide d'Irak.
- Máelmuad mac Brain, roi des Eóganacht Raithleann et du Munster.
- Rogvold, premier prince connu de Polotsk en actuelle Biélorussie.
- Arnfinn Thorfinnsson, Jarl ou  comte des Orcades.
- Li Yu, dernier empereur de la dynastie des Tang du Sud.

## Crédit d'auteurs
- Cet article est partiellement ou en totalité issu de l'article intitulé « 978 » (voir la liste des auteurs).